# Принцесса Нукада
Принцесса Нукада (яп. 額田王 Нуката-но Окими, ок. 630 — 690) (также известна как или Принцесса Нуката) — поэтесса периода Асука, одна из самых знаменитых поэтесс Японии.
Дочь принца Кагами, Нукада состояла в свите императрицы Когёку (годы правления 655–661), знаменитой своими военными походами в Корею. Нукада стала возлюбленной принца Оама ставшего впоследствии императором Тэмму, и родила ему принцессу Тоти, ставшую женой императора Кобуна.
Тринадцать её стихотворений в жанрах танка и нагаута включены в антологию «Манъёсю» (№№ 7-9, 16-18, 20, 112, 113, 151, 155, 488 и 1606. (№ 1606 — повторение № 488.) Два из них вошли затем в более поздние антологии «Синкокин(вака)сю» и «Синсюи(вака)сю».

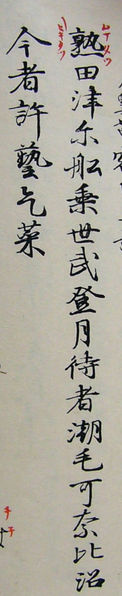
Стихотворение принцессы Нукада в «Маньёсю», свиток 1

Вот примеры её поэзии в переводе А. Е. Глускиной:
8

Песня принцессы Нукада

В Нигитацу в тот час, когда в путь

Собирались отплыть корабли

И мы ждали луну,

Наступил и прилив...

Вот теперь я хочу, чтоб отчалили мы!
Стихотворение № 9 считается наиболее сложным стихотворением в «Манъёсю» для интерпретации.
9

Песня, сложенная принцессой Нукада 

во время путешествия императрицы 

[Саймэй] к горячим источникам 

в провинции Ки

На ночную луну

Подняла я свой взор и спросила:

“Милый мой

Отправляется в путь,

О, когда же мы встретимся снова?”